# 十六島 (出雲市)
日本 > 島根県 > 出雲市 > 十六島町 > 十六島
十六島（うっぷるい）は島根県出雲市十六島町の地名。十六島海苔（岩海苔の一種）で有名。出雲市十六島町の海岸に突出した岬で、大岩石や奇岩が林立し、山陰でも屈指の海岸美を呈している。江戸時代は松江藩領、寛政4年の記録では575名の人口を有し、船は百石積1・八拾石積1・五拾石積1・渡海舟2・伝渡舟13ほか多くの漁船を有していた。
　深く入組んだ湾奥の十六島湊は日和待ち、風待ちの湊、避難港として使われた。天保5（1834）年の航路図では西廻航路の寄港地とあげられ、西回り航路の商船も寄港した記録があり、商港としても賑わいを見せていた。
幕末頃には福間屋、出屋、仲西屋などの廻船業者等が活躍していた。
当地一帯の海岸では、海苔、和布などがよくとれたが、とくに海苔は香りのよいことで知られる。現在でも名産品として知られる十六島海苔は奈良時代、平安時代には朝廷へも献上されていた。十六島海苔は島根県の方では別名「かもじのり」とも言うが、かもじは、室町時代初期頃から宮中や院に仕える女房が使い始め、その一部は現在でも用いられる隠語的言葉で女房言葉（にょうぼうことば、女房詞）である。
江戸期には藩主への献上品で、収穫期には藩主へ献上してのち、他国売が許された。幕末頃まで、全国各地へ出雲大社の教えを広めていた「御師（おし）」が、出雲大社のお札と一緒に十六島海苔を配っていた。「十六島海苔」は「正月の雑煮に入れて食べれば、その年の邪気を払い、 難病を逃れる事が出来る」という趣旨の言葉が書かれた包みの中に、お札と一緒に配られた。

## 地名の由来
「十六島」の地名の由来については海から十六善神がこの地で護摩を焚いて大般若経をもたらし、自らの神名を以て「十六島」としたとの伝説による（『雲陽誌』）十六善神の伝説など諸説ある。古くは於豆振（おつふるひ）といった。海藻を採って打ち振るって日に乾す「打ち振り」がなまった説などもある。他、諸本に「旀豆椎」「許豆埼」「於豆振」など表記の異同があり訓みも「うづふるい」ほか諸説あり定まらない。
越振氏（おつふるし、うつぶるいし、うっぷるいし）は、伯耆国の国人領主、室町時代には伯耆衆の一員として見える。『伯耆民談記』、『羽衣石南条記』には十六島の名で記されている。『雲陽軍実記』には、大永4年（1524年）に「十六島弥六左衛門」なる人物が尼子方の水軍の武将として毛利方との合戦中に戦死したと記されている。毛利元就の書状の中に「おつふるい」という地名が出てくる。
ちなみに『出雲国風土記』楯縫郡条においてはこの地名に該当すると考えられる岬の名称が「於豆振埼」と表記されている（写本により異同あり）。